# Lambertocyon
Lambertocyon és un gènere extint de mamífers de la família dels arctociònids que visqueren a Nord-amèrica durant el Paleocè. Se n'han trobat restes fòssils als Estats Units.